# БВСК
Будапештський залізничний спортивний клуб — Зугло (угор. Budapesti Vasutas Sport Club-Zugló közhasznú egyesület) — угорський футбольний клуб з Будапешта, заснований у 1911 році. Виступає у лізі BLSZ III. Домашні матчі приймає на «Шоний уті Стадіоні», місткістю 12 000 глядачів.
У 2001 році футбольна секція перестала функціонувати. Була відроджена у 2012 році.

## Досягнення
- Чемпіонат Угорщини
  - Срібний призер (1): 1995–96
- Кубок Угорщини
  - Фіналіст (2): 1995–96, 1996–97.
- Кубок Мітропи
  - Фіналіст (1): 1992.